# Lijst van gemeentelijke monumenten in Terborg
De plaats Terborg, onderdeel van de gemeente Oude IJsselstreek, kent 26 gemeentelijke monumenten:
| Object                                  | Bouwjaar  | Architect        | Locatie                         | Coördinaten                   | Nr.      | Afbeelding                              |
| --------------------------------------- | --------- | ---------------- | ------------------------------- | ----------------------------- | -------- | --------------------------------------- |
| Richtershuis                            |           |                  | Doetinchemseweg 6-8             | 51° 55' 15" NB, 6° 21' 43" OL | 1509/129 | Richtershuis                            |
| Dubbel woonhuis met looierij            |           |                  | Doetinchemseweg 45-47           | 51° 55' 22" NB, 6° 21' 39" OL | 1509/130 | Dubbel woonhuis met looierij            |
| Woonhuis                                |           |                  | Ettensestraat 17                | 51° 55' 2" NB, 6° 21' 2" OL   | 1509/131 | Woonhuis                                |
| Woonhuis                                |           |                  | Ettensestraat 36                | 51° 55' 5" NB, 6° 21' 7" OL   | 1509/132 | Woonhuis                                |
| Georgiuskerk                            | 1913-1914 | Jan Stuyt        | Hoofdstraat 73                  | 51° 55' 9" NB, 6° 21' 27" OL  | 1509/133 | Meer afbeeldingen                       |
| Woonhuis                                |           |                  | Hoofdstraat 83                  | 51° 55' 8" NB, 6° 21' 25" OL  | 1509/134 | Woonhuis                                |
| Pakhuisgeveltje/ huis Deurvorst         |           |                  | Laan van Wisch 1/Hoofdstraat 89 | 51° 55' 8" NB, 6° 21' 23" OL  | 1509/135 | Pakhuisgeveltje/ huis Deurvorst         |
| Woonhuis                                |           |                  | Hoofdstraat 94-96               | 51° 55' 9" NB, 6° 21' 21" OL  | 1509/136 | Woonhuis                                |
| Kantoor Waterschap                      |           |                  | Hoofdstraat 98                  | 51° 55' 9" NB, 6° 21' 20" OL  | 1509/137 | Kantoor Waterschap                      |
| Voormalige Vakschool voor meisjes Wisch |           |                  | Hoofdstraat 100                 | 51° 55' 9" NB, 6° 21' 19" OL  | 1509/138 | Voormalige Vakschool voor meisjes Wisch |
| Dubbel woonhuis                         |           |                  | Looiersweg 10-12                | 51° 55' 15" NB, 6° 21' 48" OL | 1509/139 | Dubbel woonhuis                         |
| Villa De Paaschberg                     |           |                  | Paasberglaan 7                  | 51° 55' 3" NB, 6° 21' 56" OL  | 1509/140 | Villa De Paaschberg                     |
| Oude postkantoor                        |           |                  | Silvoldseweg 3-5-7              | 51° 55' 11" NB, 6° 21' 46" OL | 1509/141 | Oude postkantoor                        |
| Kantongerecht                           | 1896      | Willem Metzelaar | Silvoldseweg 10                 | 51° 55' 10" NB, 6° 21' 56" OL | 1509/142 | Kantongerecht                           |
| Woonhuis Knies                          |           |                  | Silvoldseweg 12                 | 51° 55' 9" NB, 6° 21' 57" OL  | 1509/143 | Woonhuis Knies                          |
| Herenhuis Sorgedrager                   |           |                  | Silvoldseweg 19                 | 51° 55' 11" NB, 6° 21' 54" OL | 1509/144 | Herenhuis Sorgedrager                   |
| Vml. Villa                              |           |                  | Silvoldseweg 27                 | 51° 55' 10" NB, 6° 22' 0" OL  | 1509/145 | Vml. Villa                              |
| Begraafcomplex                          |           |                  | Silvoldseweg 64                 | 51° 55' 2" NB, 6° 22' 19" OL  | 1509/146 | Begraafcomplex                          |
| PTT-gebouw                              |           |                  | Sint Jorisplein 1               | 51° 55' 11" NB, 6° 21' 42" OL | 1509/147 | PTT-gebouw                              |
| Vml. Brandspuithuisje                   |           |                  | Sint Jorisstraat 1              | 51° 55' 10" NB, 6° 21' 41" OL | 1509/148 | Vml. Brandspuithuisje                   |
| Gasthuiswoningen                        |           |                  | Sint Jorisstraat 3-11           | 51° 55' 10" NB, 6° 21' 40" OL | 1509/149 | Gasthuiswoningen                        |
| Kantoorpand                             |           |                  | Sint Jorisplein 12              | 51° 55' 12" NB, 6° 21' 40" OL | 1509/150 | Kantoorpand                             |
| De Roode Leeuw                          |           |                  | Sint Jorisplein 14              | 51° 55' 12" NB, 6° 21' 43" OL | 1509/151 | De Roode Leeuw                          |
| Villa De Beijenhof                      |           |                  | Stationsweg 1                   | 51° 55' 20" NB, 6° 21' 41" OL | 1509/152 | Villa De Beijenhof                      |
| Stationsgebouw                          | 1885      |                  | Stationsweg 25                  | 51° 55' 21" NB, 6° 21' 50" OL | 1509/153 | Meer afbeeldingen                       |
| Schoolgebouw                            |           |                  | Walstraat 22                    | 51° 55' 13" NB, 6° 21' 33" OL | 1509/154 | Schoolgebouw                            |